# 도담중학교
도담중학교(도담中學校)는 대한민국 세종특별자치시 도담동에 있는 공립 중학교이다.

## 학교 연혁
- 2013년 3월 1일 : 도담중학교 개교(인가학급 3학급)
- 2013년 3월 1일 : 민병연 초대 교장 부임
- 2014년 2월 12일 : 제1회 졸업식(11명)
- 2015년 3월 1일 : 혁신학교 지정(2015~2018)
- 2020년 3월 1일 : 제4대 이석 교장 부임
- 2022년 3월 1일 : 학급인가 34학급(특수학급 1학급 포함)
- 2023년 1월 3일 : 제10회 졸업식(281명, 누계 2,064명)

## 참고 자료
- 도담중학교 - 한국교육학술정보원 학교알리미